# Džámí
Núreddín Abdorrahmán Džámí (14. srpna 1414 Chardžird – 19. listopadu 1492 Herát) byl perský filosof, myslitel a básník. Svá díla psal persky a arabsky. Byl velice všestranným, psal o gramatice, hudbě, filozofii i mystické súfistické texty. Byl příslušníkem školy Ibn al-Arabího. Jeho nejvýznamnějším spisem je soubor eposů Haft aurang (Sedm trůnů).

## Dílo
- Haft Aurang (Sedm trůnů, Seven Thrones)

### České překlady
- Džámí. Z Džámí-ho písní milostných. Překlad Josef Brandejs. Lumír. 10. červenec 1873, roč. 1, čís. 24, s. 288. Dostupné online.
- DŽÁMÍ, Mauláná Núruddín Abdurrahmán. Jarní zahrada. Přeložil Jan Marek, přebásnil Kamil Bednář. 1. vyd. Praha: Svět sovětů, 1957. 133 s. [Výbor z „Baháristánu".]